# Märchenparadies Königstuhl

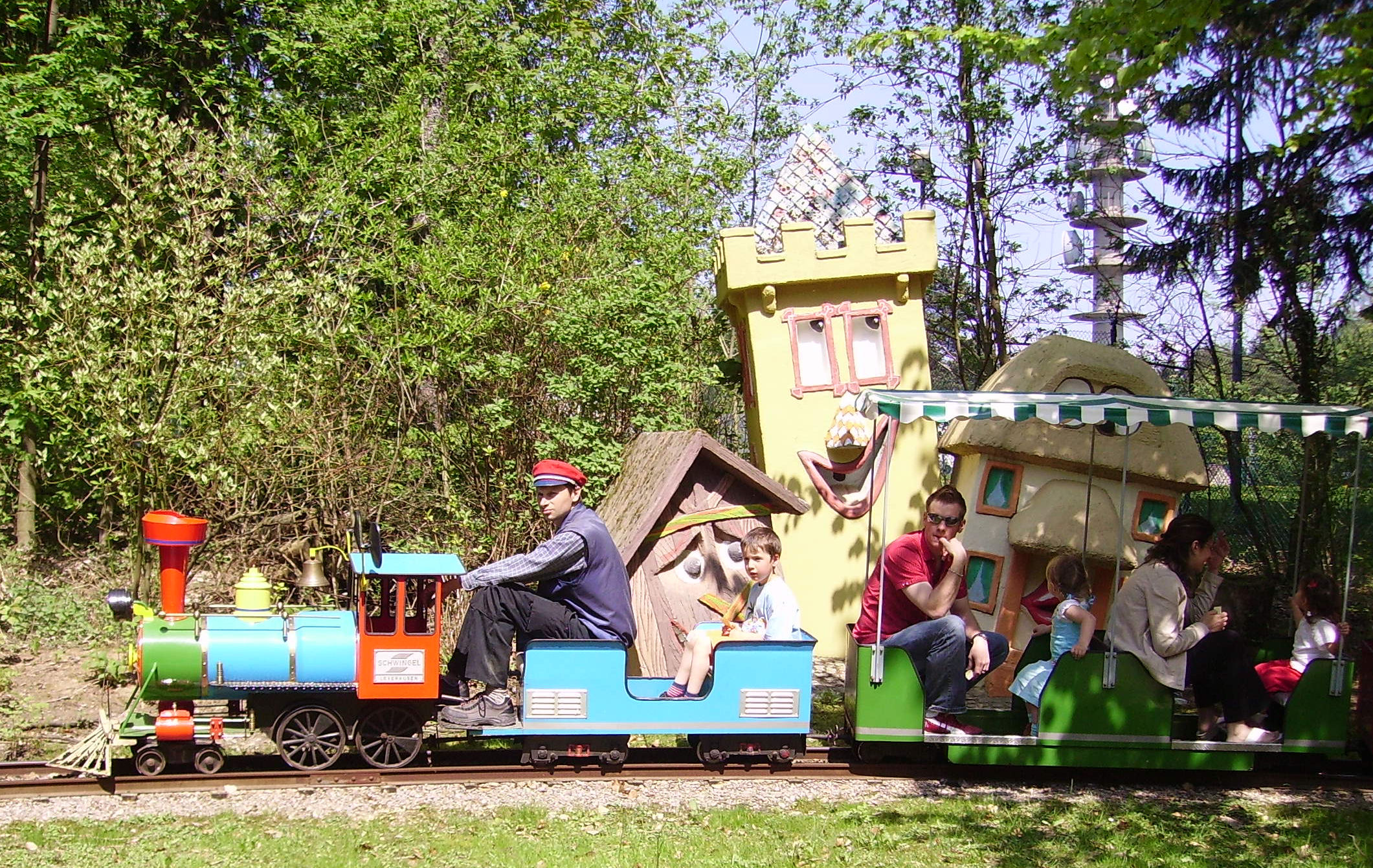
Minieisenbahn

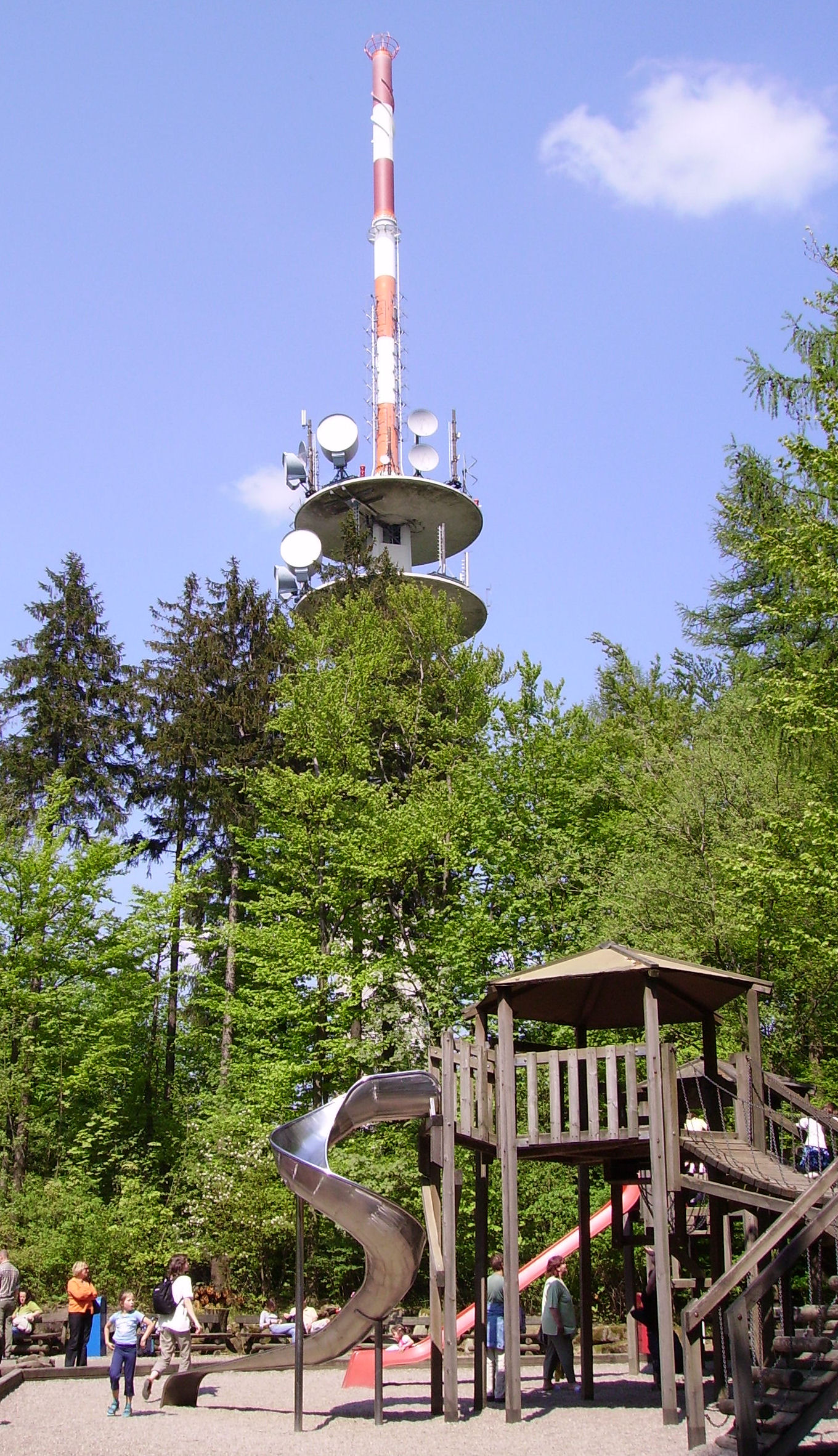
Spielplatz mit Fernmeldeturm Heidelberg

Das Märchenparadies Königstuhl ist ein Freizeitpark auf dem Gipfel des Heidelberger Königstuhls. Er wurde 1972 von der Heidelberger Straßen- und Bergbahn AG mit dem Ziel, die Heidelberger Bergbahn besser auszulasten, eröffnet. 1974 wurde die Anlage von einem privaten Betreiber übernommen. Angefangen mit Märchenerzählern gibt es heute Hexenreitbahn, Murgelbahn, Jetscooter und vieles mehr.
Attraktionen
| Name                     | Typ                | Hersteller       | Baujahr |
| ------------------------ | ------------------ | ---------------- | ------- |
| Parkeisenbahn            | Rundfahrt          | SBF Visa         |         |
| Murgelbahn               | Rundfahrt          | SBF Visa         |         |
| Ferngesteuerte Boote     | Fernlenkboote      |                  |         |
| Trampoline               | Trampolin          | Eli Play         |         |
| Wer findet meinen Bauch? | Drehbilder         | Eli Play         |         |
| Drachenburg              | Tretbahn           | Metallbau Emmeln |         |
| Jetscooter               | Autoscooter        | Zamperla         |         |
| Crazy World              | Spielplatz         | Eigenbau         |         |
| Autoscooter              | Autoscooter        | Zamperla         |         |
| Pferdereitbahn           | Reitbahn           | Metallbau Emmeln |         |
| Hüpfkissen               | Spielplatz         | JB Hüpfburgen    |         |
| Kletterschloss           | Spielplatz         | Eigenbau         |         |
| Wasserspiele             | Interaktives Spiel | Eli Play         |         |
| Kinderhüpfburg           | Hüpfburg           | JB Hüpfburgen    |         |
| Pilz                     | Spielplatz         |                  |         |
| Hexenreitbahn            | Reitbahn           | Metallbau Emmeln |         |
| Dampfkarussell           | Nostalgiekarussell | Wooddesign       |         |
| Baron von Münchhausen    | Märchen            | HSB              |         |
| Rumpelstilzchen          | Märchen            | HSB              |         |
| Zwergenberg              | Märchen            | HSB              |         |
| Tischlein-deck-dich      | Märchen            | HSB              |         |
| Zwergnase                | Märchen            | HSB              |         |
| Schneewittchen           | Märchen            | HSB              |         |
| Vogelschule              | Märchen            | HSB              |         |
| Mühlenlandschaft         | ???                |                  |         |